# Martin Borthen
Martin Borthen (Kristiansund, 13 agosto 1878 – Bergen, 25 marzo 1964) è stato un velista norvegese, vincitore, nella classe 12 metri con il regolamento del 1919, della medaglia d'oro a Anversa 1920.
Nel 1908 venne nominato cavaliere dell'Ordine di Mejīdiyye per il suo impegno nel salvataggio di vite nel Mar Mediterraneo.

## Palmarès
- Giochi olimpici

Anversa 1920: oro nella Classe 12 metri (Regole 1919).